# امامزاده حسن (اسماعیل‌آباد)
امامزاده حسن در شهرستان بهارستان، بخش بوستان، دهستان اسماعیل‌آباد، شهرک اسماعیل‌آباد واقع شده است. بنای اولیه بقعه امامزاده دارای پلان مدور و پوشش گنبدی کوتاه بوده که بعداً یک شبستان مستطیل شکل و یک ایوان ستوندار در ضلع شرقی آن به صورت الحاقی به بنای اصلی اضافه شده است. بنای اولیه حدود ۵۰ سال قبل توسط ساکنان روستای اسماعیل‌آباد ساخته شده ولی ساختمانهای الحاقی در سالهای اخیر احداث گردیده‌اند.

## نگارخانه

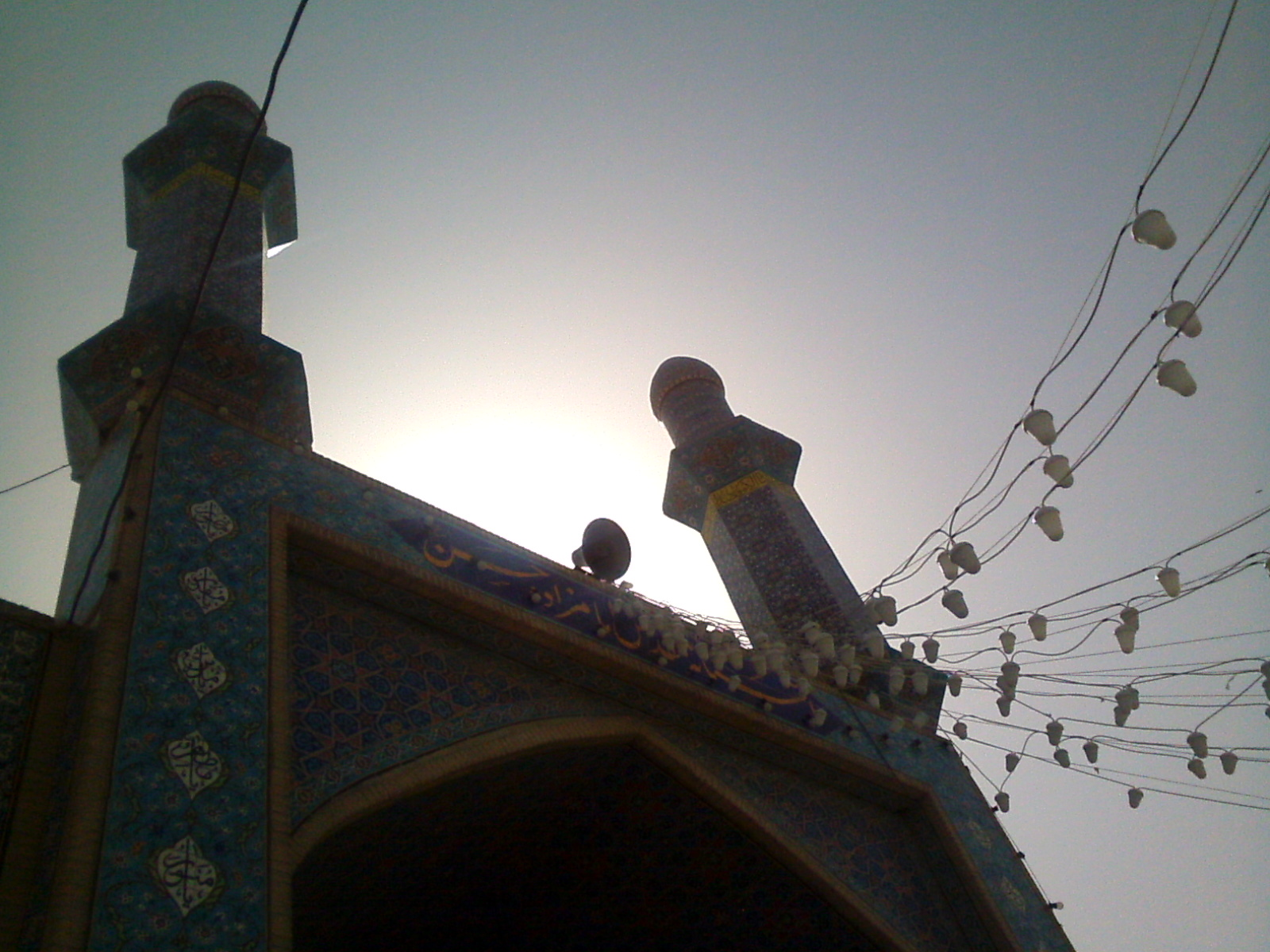
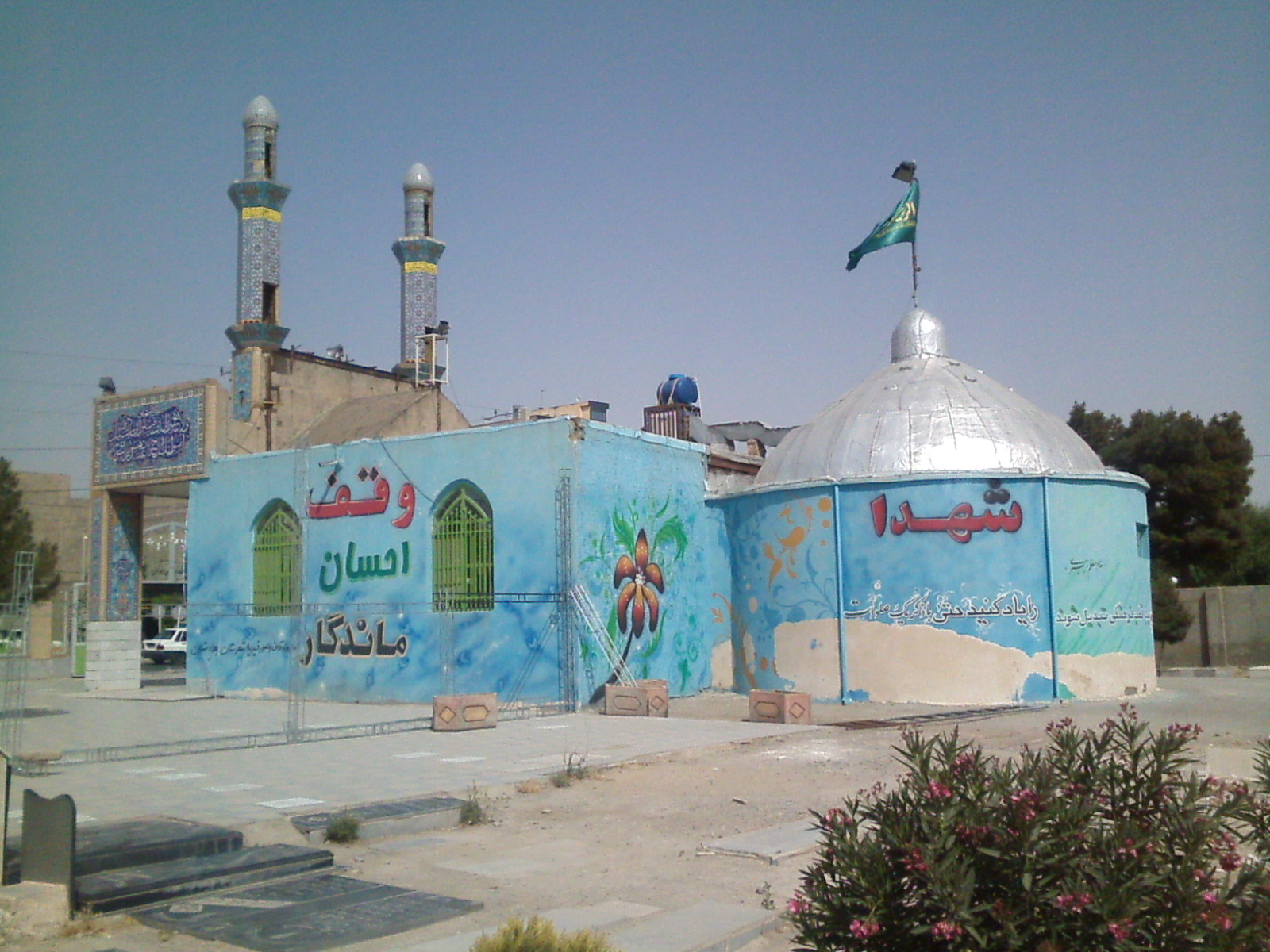
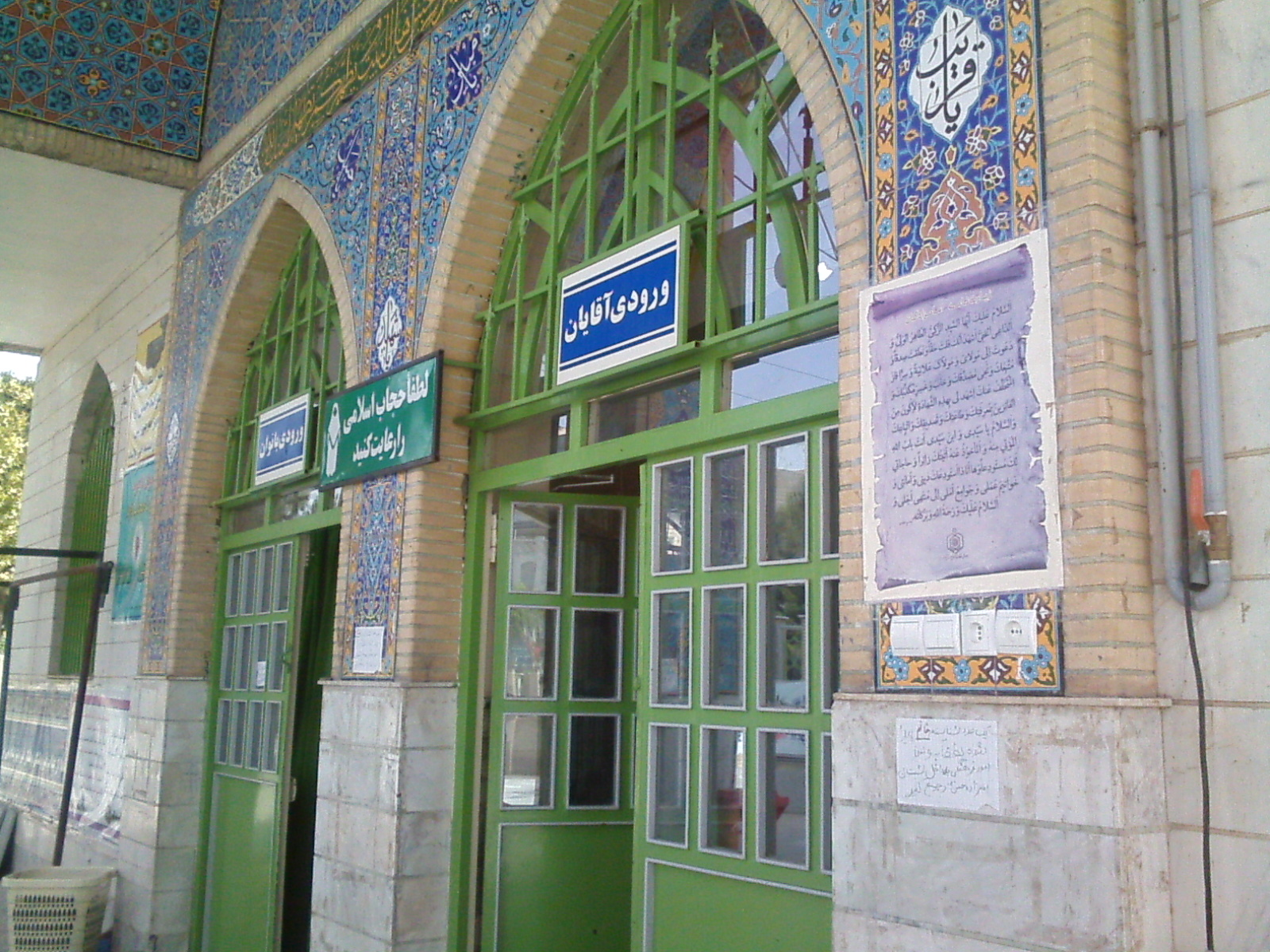
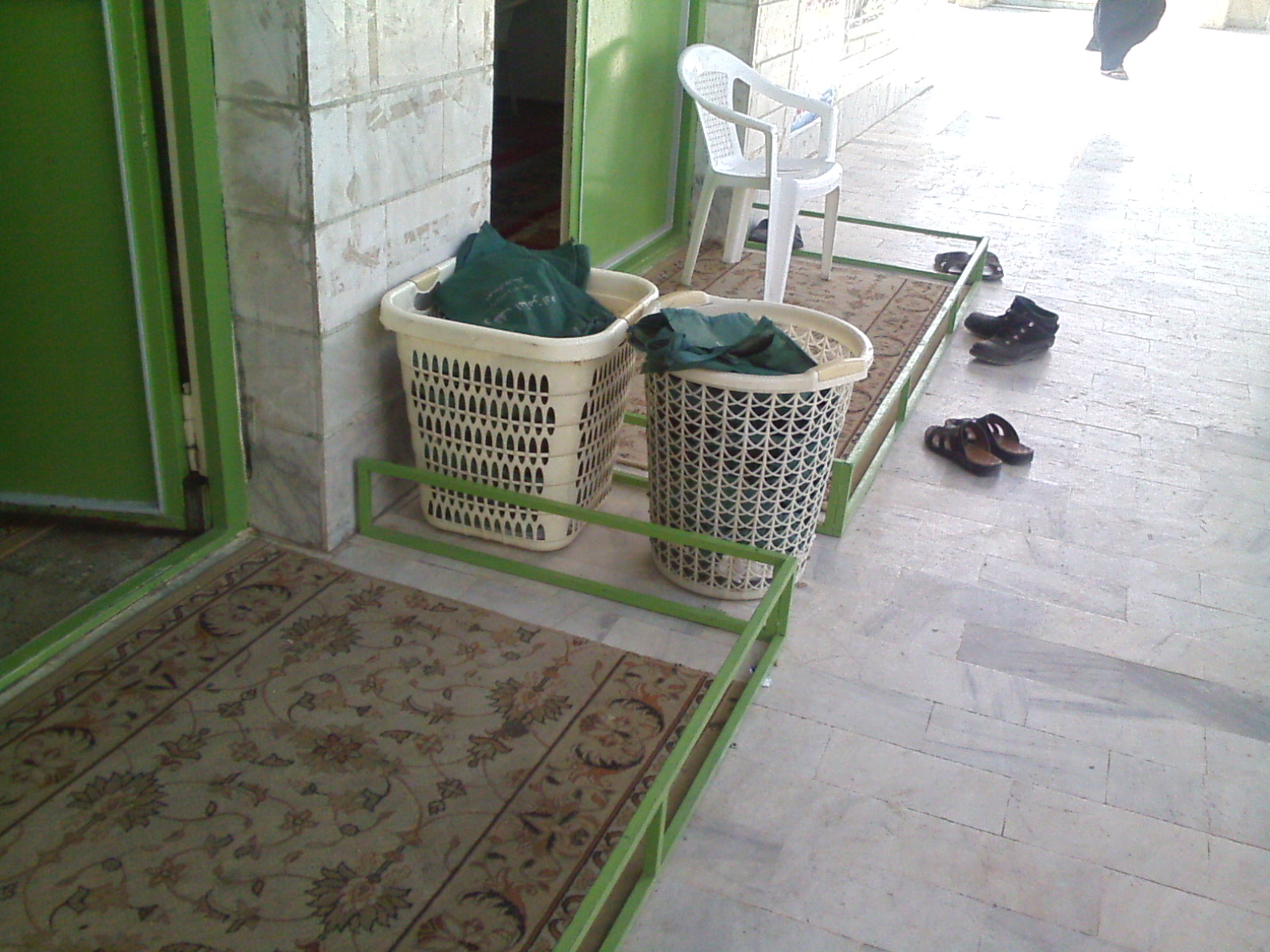
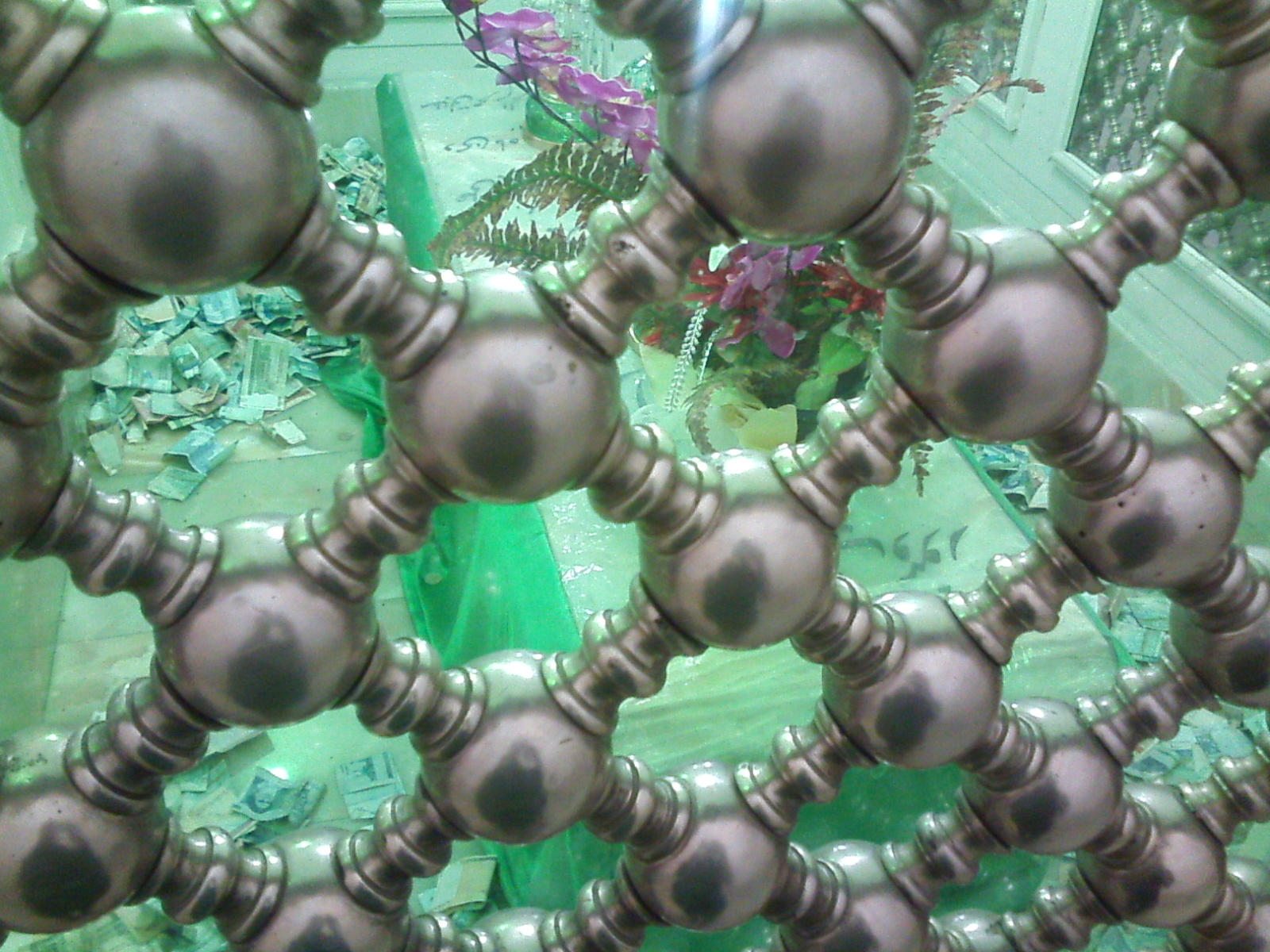
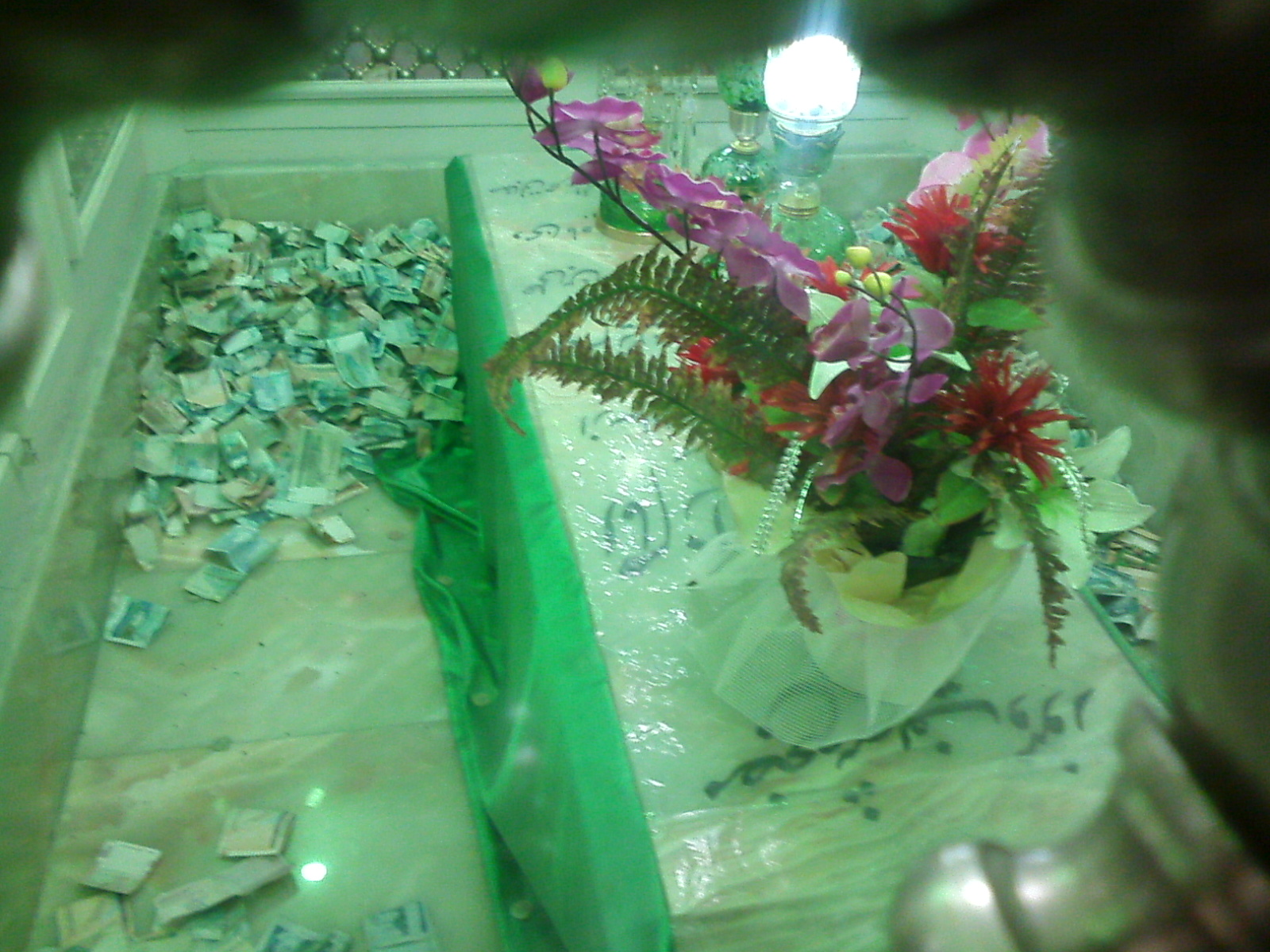